# Stella Maxwell
Stella Maxwell (* 15. května 1990) je britská módní modelka. Od roku 2015 je modelkou Victoria's Secret, tudíž je jedinou Britkou, která pro tuto značku pracuje.

## Mládí
Stella se narodila v Belgii a její rodiče pocházeli ze Severního Irska. Žila tady, dokud neukončila základní školu (13 let). Poté se s rodiči odstěhovala na rok do Canberry v Austrálii a následně se přestěhovali do Wellingtonu na Novém Zélandu. Studovala na škole Queen Margaret College a na univerzitě v Otagu, kde byla objevena jako modelka.
Její otec je diplomat.

## Kariéra
V roce 2014 se zúčastnila módní přehlídky, kterou pořádala Victoria's Secret a dostala nabídku ke stálé práci. Od roku 2015 pro značku pracuje.
Pracovala pro více značek – Alexander McQueen, Asos, Ermanno Scervino, H&M, Puma, River Island, Urban Outfitters, Vianel a Victoria's Secret.